# Stanisław Morawski (funkcjonariusz Ministerstwa Spraw Wewnętrznych)
Stanisław Morawski (ur. 19 października 1924 w Jakubowicach Murowanych) – funkcjonariusz PRL-owskich organów bezpieczeństwa, m.in. dyrektor Departamentu III i IV Ministerstwa Spraw Wewnętrznych.
W marcu 1944 należał do oddziału AK na terenie Jakubowic Murowanych. W czerwcu 1944 grupa ta przeszła do AL (2 Lubelskiej Brygady AL pod dowództwem Zbigniewa Stępki „Mara”).
Służbę w organach bezpieczeństwa publicznego rozpoczął 27 lipca 1944 roku, w nowo powołanej Milicji Obywatelskiej, w Komendzie Miejskiej w Lublinie. W latach 1944–1949 brał udział w walce z „bandami i reakcyjnym podziemiem”. We wrześniu 1944 roku przeszedł do lubelskiego Urzędu Bezpieczeństwa, następnie 15 lipca 1946 roku przeniesiony do centrali Ministerstwa Bezpieczeństwa Publicznego, gdzie rozpoczął służbę w Departamencie V. Tam po kolejnych awansach został zastępcą naczelnika Wydziału V – sprawował to stanowisko od 1 marca 1951 do 14 stycznia 1953 roku. Po powołaniu Departamentu XI MBP, naczelnik Wydziału I, następnie od 1 maja 1955 wicedyrektor Departamentu VI Komitetu do spraw Bezpieczeństwa Publicznego.
W 1956 roku przeszedł do Ministerstwa Spraw Wewnętrznych, gdzie od 28 listopada tego roku do 9 października 1957 roku pracował jako naczelnik Wydziału V Departamentu III MSW. Awansował na zastępcę dyrektora Departamentu III, od 15 czerwca 1962 r. pełnił równocześnie obowiązki dyrektora Departamentu IV MSW. Od 1 lipca 1962 do 1 listopada 1971 roku dyrektor Departamentu IV, następnie do 17 grudnia 1973 roku dyrektor Departamentu III MSW, potem dyrektor Biura Historycznego MSW.
15 kwietnia 1975 roku przekazany do dyspozycji dyrektora Departamentu Kadr Ministerstwa Spraw Wewnętrznych.
W latach 1984–1986 pracował jako starszy wykładowca w Akademii Spraw Wewnętrznych.